# Liste der Stolpersteine in Saarlouis
Die Liste der Stolpersteine in Saarlouis enthält die Stolpersteine, die vom deutschen Künstler Gunter Demnig in der saarländischen Stadt Saarlouis verlegt wurden. Stolpersteine sind Opfern des Nationalsozialismus gewidmet, all jenen, die vom NS-Regime deportiert, ermordet, in die Emigration oder in den Suizid getrieben wurden. Demnig verlegt für jedes Opfer einen eigenen Stein, im Regelfall vor dem letzten selbst gewählten Wohnsitz.
Die ersten Verlegungen in Saarlouis fanden am 8. April 2011 statt.

## Verlegte Stolpersteine
In Saarlouis wurden bisher 41 Stolpersteine und ein Kopfstein an fünfzehn Stellen verlegt.

### Vor dem letzten Wohnsitz
| Stolperstein | Übersetzung | Verlegeort                     | Name, Leben                                    |
| ------------ | --- | ------------------------------ | ---------------------------------------------- |
|              | HIER WOHNTE NIKOLAUS BERGER JG. 1908 VERHAFTET 1938 ERMORDET 1941 IN MAUTHAUSEN                                                                 | Sonnenstraße 11                | Nikolaus Berger (1908–1941)                    |
|              | HIER WOHNTE NIKOLAUS BRÜNNET JG. 1902 VERHAFTET 1940 'LANDESVERRAT' INHAFTIERT IN MEHREREN ZUCHTHÄUSERN ERMORDET 18.3.1945 ZUCHTHAUS SIEGBURG   | Thirionstraße 6                | Nikolaus Brünnet (1902–1945)                   |
|              | HIER WOHNTE PETER BERGER JG. 1883 VERHAFTET 1944 VERHAFTUNGSWELLE NACH 20. JULI 1944 LAGER 'NEUE BREMM' ERMORDET 1945 IN DACHAU                 | Sonnenstraße 11                | Peter Berger (1883–1945)                       |
|              | HIER WOHNTE EMILIE CAHN GEB. FRIBOURG JG. 1879 FLUCHT 1939 HOLLAND INTERNIERT WESTERBORK DEPORTIERT 1943 ERMORDET 1943 IN SOBIBOR               | Kaiser-Friedrich-Ring 31       | Emilie Cahn, geborene Fribourg (1879–1943)     |
|              | HIER WOHNTE LEO CAHN JG. 1867 VERHAFTET 1938 DACHAU FLUCHT 1939 HOLLAND INTERNIERT WESTERBORK DEPORTIERT 1943 ERMORDET 1943 IN SOBIBOR          | Kaiser-Friedrich-Ring 31       | Leo Cahn (1867–1943)                           |
|              | HIER WOHNTE LEONIE CAHN GEB. FRIBOURG JG. 1874 DEPORTIERT 1942 ERMORDET 1942 IN TREBLINKA                                                       | Kaiser-Friedrich-Ring 31       | Leonie Cahn, geborene Fribourg (1874–1942)     |
|              | HIER WOHNTE FRITZ ELLMER JG. 1899 FLUCHT 1935 FRANKREICH VERHAFTET 1941 INTERNIERT ERMORDET 1942 IN SACHSENHAUSEN                               | Silberherzstrasse 3            | Fritz Ellmer (1899–1942)                       |
|              | HIER WOHNTE NIKOLAUS FOSS JG. 1892 VERHAFTET 23.8.1944 GESTAPOLAGER NEUE BREMM 'SCHUTZHAFT' 1944 DACHAU ERMORDET 16.3.1945                      | Weißkreuzstraße 7              | Nikolaus Foss (1892–1945)                      |
|              | HIER WOHNTE FLORA HANAU JG. 1891 DEPORTIERT 1942 THERESIENSTADT ERMORDET 1943 AUSCHWITZ                                                         | Thirionstraße 9                | Flora Hanau (1891–1943)                        |
|              | HIER WOHNTE GOLDA HANAU JG. 1888 DEPORTIERT 1942 THERESIENSTADT ERMORDET 7.3.1943                                                               | Thirionstraße 9                | Golda Hanau (1888–1944)                        |
|              | HIER WOHNTE ROSA HANAU JG. 1886 DEPORTIERT 1942 ERMORDET IN SOBIBOR                                                                             | Thirionstraße 9                | Rosa Hanau (1886–1942/44)                      |
|              | HIER WOHNTE SUSANNE HANAU GEB. WOLFF JG. 1858 DEPORTIERT 1942 THERESIENSTADT ERMORDET 4.9.1942                                                  | Thirionstraße 9                | Susanne Hanau, geborene Wolff (1858–1942)      |
|              | HIER WOHNTE THEODOR HANAU JG. 1884 DEPORTIERT 1942 THERESIENSTADT ERMORDET 9.10.1944 AUSCHWITZ                                                  | Thirionstraße 9                | Theodor Hanau (1884–1944)                      |
|              | HIER WOHNTE ELSA JUDA JG. 1900 DEPORTIERT 1942 THERESIENSTADT ERMORDET 1944 AUSCHWITZ                                                           | Zeughausstraße 4               | Elsa Juda (1900–1944)                          |
|              | HIER WOHNTE FELIX JUDA JG. 1899 DEPORTIERT 1942 MINSK ERMORDET IN MALY TROSTINEC                                                                | Zeughausstraße 4               | Felix Juda (1899–1942/44)                      |
|              | HIER WOHNTE ISIDOR JUDA JG. 1872 DEPORTIERT 1942 THERESIENSTADT ERMORDET 4.4.1944                                                               | Zeughausstraße 4               | Isidor Juda (1872–1944)                        |
|              | HIER WOHNTE LUDWIG JUDA JG. 1900 DEPORTIERT 1942 ERMORDET IN AUSCHWITZ                                                                          | Zeughausstraße 4               | Ludwig Juda (1900–1942/45)                     |
|              | HIER WOHNTE ROSA JUDA GEB. WEIL JG. 1871 DEPORTIERT 1942 THERESIENSTADT ERMORDET 13.7.1943                                                      | Zeughausstraße 4               | Rosa Juda, geborene Weil (1871–1943)           |
|              | HIER WOHNTE JOSEPH KEIL JG. 1925 EINGEWIESEN 1937 'HEILANSTALT' SCHEUERN-NASSAU ERMORDET 1938                                                   | Provinzialstraße 88            | Joseph Keil (1925–1938)                        |
|              | HIER WOHNTE MARLIES LÖB JG. 1933 EINGEWIESEN 1942 'HEILANSTALT' IDSTEIN ERMORDET 1943 IN HADAMAR                                                | Schwarzochsenstraße            | Marlies Löb (1933–1943)                        |
|              | HIER WOHNTE MARGARETHE LOEWY GEB. HEYMANN JG. 1897 'SCHUTZHAFT' 1938 DEPORTIERT 1941 KOWNO FORT IX ERMORDET 29.11.1941                          | Bierstraße 17                  | Margarethe Loewy, geborene Heymann (1897–1941) |
|              | HIER WOHNTE RUDOLF LOEWY JG. 1893 'SCHUTZHAFT' 1938 DEPORTIERT 1941 KOWNO FORT IX ERMORDET 29.11.1941                                           | Bierstraße 17                  | Rudolf Loewy (1893–1941)                       |
|              | HIER WOHNTE RUTH LOEWY JG. 1920 FLUCHT 1942 SCHWEIZ TOT 1942 AUF DER FLUCHT                                                                     | Bierstraße 17                  | Ruth Loewy (1920–1942)                         |
|              | HIER WOHNTE GÜNTER MASSONNE JG. 1928 EINGEWIESEN 1942 HEILANSTALT SCHEUERN 'VERLEGT' 19.2.1943 HEILANSTALT HADAMAR ERMORDET 2.3.1943            | Thirionstraße 6                | Günter Massonne (1928–1943)                    |
|              | HIER WOHNTE HANS MEYER JG. 1901 FLUCHT 1936 HOLLAND INTERNIERT WESTERBORK DEPORTIERT 1942 ERMORDET 1943 IN AUSCHWITZ                            | Prof.-Notton-Straße 13         | Hans Meyer (1901–1943)                         |
|              | HIER WOHNTE HELGA JOHANNA MEYER JG. 1929 FLUCHT 1936 HOLLAND INTERNIERT WESTERBORK DEPORTIERT 1942 ERMORDET 1942 IN AUSCHWITZ                   | Prof.-Notton-Straße 13         | Helga Johanna Meyer (1929–1942)                |
|              | HIER WOHNTE MARTHA ROSA MEYER GEB. HANAU JG. 1904 FLUCHT 1936 HOLLAND INTERNIERT WESTERBORK DEPORTIERT 1942 ERMORDET 1942 IN AUSCHWITZ          | Prof.-Notton-Straße 13         | Martha Rosa Meyer, geborene Hanau (1904–1942)  |
|              | HIER WOHNTE CLOTHILDE SCHLOSS GEB. MANN JG. 1877 UNFREIWILLIG VERZOGEN 1939 OFFENBACH DEPORTIERT 1943 THERESIENSTADT BEFREIT / ÜBERLEBT         | Ulmenstrasse 10                | Clothilde Schloss, geborene Mann (1877-)       |
|              | HIER WOHNTE JULIUS SCHLOSS JG. 1902 'SCHUTZHAFT' 1938 DACHAU FLUCHT 1939 SHANGHAI                                                               | Ulmenstrasse 10                | Julius Schloss (1902–1972)                     |
|              | HIER WOHNTE MAX SCHLOSS JG. 1872 UNFREIWILLIG VERZOGEN 1939 OFFENBACH DEPORTIERT 1943 THERESIENSTADT BEFREIT / ÜBERLEBT                         | Ulmenstrasse 10                | Max Schloss (1872-)                            |
|              | HIER WOHNTE ANNEMARIE SPETH JG. 1925 EINGEWIESEN 1940 'LANDESHEILANSTALT' UCHTSPRINGE 'VERLEGT' 31.1.1941 BERNBURG ERMORDET 31.1.1941 AKTION T4 | Hülzweiler Straße 5            | Annemarie Speth (1925–1941)                    |
|              | HIER WOHNTE ARTHUR WOLFF JG. 1903 FLUCHT 1938 ENGLAND                                                                                           | Rodener Straße/Lebacher Straße | Arthur Wolff (1903-)                           |
|              | HIER WOHNTE BERTHA WOLFF GEB. SCHWARZ JG. 1874 FLUCHT 1939 ENGLAND                                                                              | Rodener Straße/Lebacher Straße | Bertha Wolff, geborene Schwarz (1874-)         |
|              | HIER WOHNTE JOSEF WOLFF JG. 1874 FLUCHT 1939 ENGLAND                                                                                            | Rodener Straße/Lebacher Straße | Josef Wolff (1874-)                            |
|              | HIER WOHNTE DR. LUDWIG WOLFF JG. 1887 VERHAFTET 1938 DACHAU FLUCHT 1939 SHANGHAI TOT 1941 IM FLÜCHTLINGSLAGER                                   | Kaiser-Friedrich-Ring 31       | Dr. Ludwig Wolff (1887–1941)                   |
|              | HIER WOHNTE LEO WOLLHEIM JG. 1902 DEPORTIERT 1942 ERMORDET IN AUSCHWITZ                                                                         | Französische Straße 13         | Leo Wollheim (1902–1942/45)                    |
|              | HIER WOHNTE LUDWIG WOLLHEIM JG. 1871 DEPORTIERT 1942 THERESIENSTADT ERMORDET 10.2.1943                                                          | Französische Straße 13         | Ludwig Wollheim (1871–1943)                    |

### Vor der Feuerwache
| Stolperstein | Übersetzung | Verlegeort                    | Name, Leben                                |
| ------------ | --- | ----------------------------- | ------------------------------------------ |
|              | SIE WAREN MITGLIEDER DER FEUERWEHR DER STADT SAARLOUIS                                                                          | Titzstraße Vor der Feuerwache | Kopfstein für die Mitglieder der Feuerwehr |
|              | LEO CAHN JG. 1867 'SCHUTZHAFT' 1938 DACHAU FLUCHT 1939 HOLLAND INTERNIERT WESTERBORK DEPORTIERT 1943 SOBIBOR ERMORDET 30.4.1943 | Titzstraße Vor der Feuerwache | Leo Cahn (1867–1943)                       |
|              | SIMON ESCHWEGE JG. 1879 FLUCHT HOLLAND INTERNIERT WESTERBORK DEPORTIERT 1943 SOBIBOR ERMORDET 7.5.1943                          | Titzstraße Vor der Feuerwache | Simon Eschwege (1879–1943)                 |
|              | ISIDOR JUDA JG. 1872 DEPORTIERT 1942 THERESIENSTADT ERMORDET 4.4.1944                                                           | Titzstraße Vor der Feuerwache | Isidor Juda (1872–1944)                    |
|              | LUDWIG WOLLHEIM JG. 1871 DEPORTIERT 1942 THERESIENSTADT ERMORDET 10.2.1943                                                      | Titzstraße Vor der Feuerwache | Ludwig Wollheim (1871–1943)                |

## Verlegedaten
- 8. April 2011
- 2015
- 11. Mai 2023: Hülzweiler Straße 5, Rodener Straße/Ecke Lebacher Straße, Ulmenstraße 10